# Olga Averino
Olga Averino (Mosca, 15 novembre 1895 – Cambridge, 17 gennaio 1989) è stata un soprano e docente russo, emigrata negli Stati Uniti in seguito alla guerra civile russa, fu una figura di spicco nella vita musicale di Boston per oltre 60 anni, prima come cantante e poi come illustre insegnante di canto.

## Biografia
Olga Averino nacque in una famiglia di musicisti a Mosca nel 1895. Suo padre, Nicholas Averino, era un violista e direttore del conservatorio di musica di Rostov. Sua madre, Olga Laroche, era una pianista, figlia del musicologo russo Herman Laroche e figlioccia del compositore Pëtr Il'ič Čajkovskij. La stessa Averino era la figlioccia del fratello del compositore, Modest Il'ič Čajkovskij. Studiò pianoforte e canto al Conservatorio di Mosca e sposò il violinista Paul Fedorovsky.
Nel 1918 la rivoluzione bolscevica e la conseguente guerra civile costrinsero la giovane coppia a fuggire dalla Russia con la loro bambina. Attraversarono la Siberia fino a Vladivostok e poi giunsero in Manciuria. Dopo aver vissuto a Pechino per diversi anni, riuscirono finalmente a raggiungere gli Stati Uniti, stabilendosi a Boston nel 1924, dove Fedorovsky divenne violinista della Boston Symphony Orchestra; la Averino si esibiva spesso come soprano solista.
Fu soprano solista regolare della Boston Symphony durante l'era Kusevickij. Tra le numerose opere che interpretò vi furono la Nona Sinfonia di Beethoven, la Messa in si minore di Bach, Sheherazade di Ravel, Il martirio di San Sebastiano di Debussy e la prima americana del Lied der Lulu di Alban Berg. Durante la sua lunga carriera come interprete ha cantato in lieder, oratori e opere e ha lavorato con molti importanti compositori del XX secolo, tra cui Ravel, Schönberg, Stravinskij, Rachmaninov e Glazunov.

### Concertista
Era una rinomata concertista e le viene attribuito il merito di aver contribuito al successo delle Chansons madécasses di Ravel negli Stati Uniti. Ha inoltre tenuto una serie di concerti negli Stati Uniti insieme al violoncellista Grigorij Pavlovič Pjatigorskij, accompagnata da Aleksandr Il'ič Ziloti, ultimo allievo di Franz Liszt.

### Insegnante
Olga Averino insegnò canto alla Longy School of Music, al Middlebury College, al Wellesley College e alla New School of Music. Tenne anche una serie di conferenze all'Università di Harvard. Tuttavia, è più strettamente legata alla Longy School, dove fu direttrice del dipartimento di canto dal 1938 al 1976, tornando occasionalmente per tenere masterclass dopo il suo pensionamento, l'ultima delle quali nel 1987. È stato proprio alla Longy School che ha tenuto il suo ultimo recital pubblico, all'età di 74 anni.
Tra i suoi numerosi allievi, forse il più famoso è stato il soprano americano Phyllis Curtin, che ha studiato canto con lei al Wellesley College negli anni '40. Curtin disse della sua insegnante:
Intollerante nei confronti della scarsa professionalità musicale e esigente in termini di impegno emotivo, mi ha trasmesso una visione dell'arte del canto che mi ha accompagnato per tutta la vita. Nelle poche occasioni in cui ha cantato, ho capito cosa significa essere un grande artista.
Il suo stile carismatico nell'insegnamento è stato ricordato anche dal compositore e critico Greg Sandow, che ha studiato con lei alla Longy School:
La figlia di Olga Averino e Paul Fedorovsky, Irina Lasoff (1918-2006), divenne una nota coreografa e insegnante.

### Ultimi anni
Dopo la morte del marito nel 1958, Olga Averino si trasferì dalla loro casa nel quartiere Back Bay di Boston in un appartamento a Cambridge, dove continuò a insegnare a studenti privati fino a pochi giorni prima della sua morte. Olga Averino morì nel sonno a Cambridge all'età di 93 anni.

## Registrazioni
- South American Chamber Music (Soprano Olga Averino, Violinista Alfredo St Malo, Violoncellista Fritz Magg, Pianista-arrangiatore Nicolas Slonimsky) Columbia Records, 1941.
- French Songs (Soprano Olga Averino), Victor records, 1940.

## Il libro
Olga Averino, Principles and Art of Singing, Novis, 1989 ISBN 87-89389-01-8
La Averino scrisse Principles and Art of Singing alla fine degli anni Settanta e continuò a rivederlo fino al 1987, facendo circolare copie ciclostilate tra i suoi studenti e amici. Il libro, curato dalla figlia Irina Lasoff, fu infine pubblicato postumo alla fine del 1989. Le parole finali del libro sono una sintesi della sua filosofia di insegnamento:
Il canto è un'espressione della vita e se non si ha tempo per la propria vita, come si può cantare? La qualità ha sempre bisogno di tempo, non solo nella musica ma anche nella vita stessa.